# Minh thực lục
Minh thực lục hay Minh thật lục (giản thể: 明实录; phồn thể: 明實錄) là bộ biên niên sử viết về triều Minh Trung Quốc. Bộ sử ghi lại các sự kiện bắt đầu từ thời Minh Thái Tổ tới Minh Hi Tông, tổng cộng mười ba triều vua.

## Đặc điểm
- Minh thực lục có giá trị cả về lịch sử lẫn văn hóa, khoa học.

## Nội dung
Mười ba triều vua trong Minh thực lục không có các phần viết riêng cho 3 vị vua sau:
- Minh Huệ Đế (Kiến Văn) Chu Doãn Văn: sau cuộc chiến Tĩnh Nan, Minh Thái Tông (Chu Đệ) không công nhận tính hợp pháp của Kiến Văn Đế, nên đã đổi toàn bộ niên hiệu Kiến Văn thành các năm cuối của niên hiệu Hồng Vũ, cụ thể là từ Hồng Vũ năm thứ 32 đến năm thứ 35.
- Minh Đại Tông Chu Kỳ Ngọc: sau khi Minh Anh Tông phục vị tại Nam Cung, ông không công nhận tính hợp pháp của Cảnh Thái Đế, nên đã hoàn toàn bỏ qua không nhắc đến. Mãi đến thời Thành Hóa, triều đình mới đưa phần “Phế Đế Thừa Lệ Vương phụ lục” vào trong “Anh Tông Thực Lục”.
- Minh Tư Tông (Sùng Trinh) Chu Do Kiểm: sau khi Minh Tư Tông tuẫn quốc trong biến cố Giáp Thân (1644), người nhà Thanh đã biên soạn các sách như “Sùng Trinh Trường Biên” (崇祯长编) và “Sùng Trinh Thực Lục” (崇祯实录) để ghi chép lại các sự kiện trong niên hiệu Sùng Trinh.

| Thứ tự | Danh xưng                           | Danh xưng      | số quyển | Chú thích |
| Thứ tự | tiếng Việt                          | tiếng Trung    | số quyển | Chú thích |
| ------ | ----------------------------------- | -------------- | -------- | --- |
| 1      | Thái Tổ Cao Hoàng đế thực lục       | 太祖高皇帝實錄 | 257      | Viết về Minh Thái Tổ Chu Nguyên Chương. Phần về Minh Huệ Tông (Kiến Văn) bị Chu Đệ gộp vào các năm Hồng Vũ năm thứ 32 đến năm thứ 35. |
| 2      | Thái Tông Văn Hoàng đế thực lục     | 太宗文皇帝實錄 | 130      | Viết về Minh Thành Tổ Chu Đệ (Vĩnh Lạc).                                                                                              |
| 3      | Nhân Tông Chiêu Hoàng đế thực lục   | 仁宗昭皇帝實錄 | 10       | |
| 4      | Tuyên Tông Chương Hoàng đế thực lục | 宣宗章皇帝實錄 | 115      | |
| 5      | Anh Tông Duệ Hoàng đế thực lục      | 英宗睿皇帝實錄 | 361      | Phần về Minh Đại Tông Chu Kỳ Ngọc bị đổi thành “Phế Đế Thừa Lệ Vương phụ lục” và gộp vào trong “Anh Tông Thực Lục”.                   |
| 6      | Hiến Tông Thuần Hoàng đế thực lục   | 憲宗純皇帝實錄 | 293      | |
| 7      | Hiếu Tông Kính Hoàng đế thực lục    | 孝宗敬皇帝實錄 | 224      | |
| 8      | Vũ Tông Nghị Hoàng đế thực lục      | 武宗毅皇帝實錄 | 197      | |
| 9      | Thế Tông Túc Hoàng đế thực lục      | 世宗肅皇帝實錄 | 566      | |
| 10     | Mục Tông Trang Hoàng đế thực lục    | 穆宗莊皇帝實錄 | 70       | |
| 11     | Thần Tông Hiển Hoàng đế thực lục    | 神宗顯皇帝實錄 | 594      | |
| 12     | Quang Tông Trinh Hoàng đế thực lục  | 光宗貞皇帝實錄 | 8        | |
| 13     | Hi Tông Triết Hoàng đế thực lục     | 熹宗悊皇帝實錄 | 84       | |

Ngoài ra, còn có các phần chép bên ngoài về các vua Nam Minh:
- Hoằng Quang thực lục sao (vua nhà Nam Minh Chu Do Tung) 弘光實錄鈔
- Vĩnh Lịch thực lục (vua nhà Nam Minh Chu Do Lang) 永曆實錄